# Liste des évêques de Steubenville
Cette page présente la liste des évêques de Steubenville, dans l'Ohio, aux États-Unis. 
Le diocèse de Steubenville (Dioecesis Steubenvicensis) est érigé le 21 octobre 1944, par détachement de celui de Colombus.

## Sont évêques
- 10 mars 1945-27 septembre 1977 : Anthony Mussio (Anthony John King Mussio)
- 11 octobre 1977-28 janvier 1992 : Albert Ottenweller  (Albert Henry Ottenweller)
- 28 janvier 1992-31 mai 2002 : Gilbert Sheldon (Gilbert Ignatius Sheldon)
- 31 mai 2002-17 mai 2011 : Robert Conlon (Robert Daniel Conlon)
- 17 mai 2011-3 juillet 2012 : siège vacant
- 3 juillet 2012-28 septembre 2023 : Jeffrey Monforton (Jeffrey Marc Monforton)
- 28 septembre 2023-14 juin 2024 : Paul Bradley (Paul Joseph Bradley), administrateur apostolique
- depuis le 14 juin 2024 : Edward Lohse (Edward Mark Lohse), administrateur apostolique

## Sources
- Fiche du diocèse sur catholic-hierarchy.org